# Peter Ellis
Peter Ellis (28 de janeiro de 1948 - 24 de abril, 2006) foi um diretor britânico que ajudou a desenvolver uma série de episódios de televisão. Ele começou sua carreira dirigindo episódios de várias séries de televisão dramática na Inglaterra. Na década de 1980 ele se mudou para Brooklyn, Califórnia, onde ele se baseou para o resto de sua vida. Trabalhando em produções nos Estados Unidos, Canadá, França, Nova Zelândia e Espanha,  ele dirigiu vários episódios de  Highlander,Supernatural ,Third Watch, Rainha de Espadas, Diagnosis Murder, Falcon Crest e The Optimist, entre outros. Ele também escreveu seis episódios de The Optimist. Na segunda temporada, o episódio de Supernatural intitulado "Everybody loves a clow” (Todos amam o Palhaço) é dedicado à memória de Ellis.
Ele era o irmão de atores Robin Ellis e Jack Ellis. Ele foi um dos gênios por trás da famosa série Supernatural (Sobrenatural)